# Paul Fékété
Pour les articles homonymes, voir Fekete.
Paul Fékété est un scénariste et dialoguiste français d'origine hongroise[réf. nécessaire] né le 11 juillet 1881 à Enghien-les-Bains et mort le 5 septembre 1954 à Antibes,.

## Filmographie

### Cinéma
- 1932 : Maurin des Maures
- 1933 : Boubouroche
- 1933 : Les Vingt-huit Jours de Clairette
- 1934 : Famille nombreuse
- 1935 : Gangster malgré lui
- 1935 : Jérôme Perreau, héros des barricades
- 1935 : Le Vertige
- 1935 : Moïse et Salomon parfumeurs
- 1936 : Un de la légion
- 1937 : François 1er
- 1937 : Josette
- 1939 : Trois de Saint-Cyr
- 1947 : Ploum ploum tra la la
- 1947 : Vertiges
- 1948 : Et dix de der
- 1952 : Les Quatre Sergents du Fort Carré

### Courts-métrages
- 1933 : La Paix chez soi